# David Layani
David Layani est un homme d'affaires français, créateur de la société Onepoint. En 2024, son offre de reprise du groupe Atos est acceptée, mais finalement retirée.

## Biographie

### Jeunesse
Il est né à Belleville, dans le 20e arrondissement de Paris en 1979 d'un père musicien et d'une mère travaillant dans l'événementiel.
C'est un autodidacte qui quitte l'école à 16 ans (en première) pour se lancer dans l'immobilier. À 19 ans il est embauché par EMC. En 2002, il emprunte de l'argent à la banque (30 000 €) pour fonder Onepoint dans l'objectif d'en faire un point d'entrée unique pour la transformation numérique des entreprises. Il va reprendre ses études pour obtenir en 2004 son diplôme de HEC,,,.

### Onepoint
Il convainc Carrefour de lui confier la dématérialisation des documents du  groupe. 
En 2007 alors que la mode est plutôt à la délocalisation en Inde des sociétés de services informatiques, David Layani décide d'investir dans le redressement d'entreprises en difficultés en  province.
Il développe pour Onepoint une gestion des ressources humaines innovante autour de la participation des salariés au capital de l'entreprise et de l'importance de la formation continue.

### Atos
C'est en 2022 qu'il fait la première offre pour reprendre pour 4,2 milliards d'euros Eviden, la branche des activités stratégiques d'Atos. L'offre est repoussée par le conseil d'administration d'Atos. David Layani entre au capital d'Atos à partir de 2023 et détient en 2024 11% du capital de l'entreprise ; il devient le premier actionnaire de l'entreprise et entre à cette occasion au conseil d'administration d'Atos. Alors qu'Atos est englué dans une dette colossale, il réunit un consortium de créanciers et présente un plan de recapitalisation d'Atos qui est accepté par le conseil d'administration de l'entreprise, devant l'offre de Daniel Křetínský,. Sous-capitalisé, lâché par Butler, en désaccord avec les créanciers, et face à la dégradation rapide de la situation financière d'Atos, le consortium emmené par OnePoint et David Layani retire son offre de reprise d'Atos le 25 juin 2024,,. Le 27 juin 2024 David Layani démissionne de son mandat d'administrateur d'Atos — ainsi que Helen Lee Bouygues — et indique son intention de sortir du capital d'Atos.

## Poursuite judiciaire
En octobre 2021 il est mis en examen dans l'affaire du financement libyen de la campagne présidentielle de Nicolas Sarkozy. Il est accusé de complicité de subornation de témoin ; il aurait financé à hauteur de 72 000 euros le changement de version de Ziad Takieddine,.

## Distinction
- Ordre national du Mérite décerné par Nicolas Sarkozy en 2019[2].